# 锡尔皮乌姆山
锡尔皮乌姆山（Silpium Mons）是木卫一上的一座高5.6公里，长113公里，宽79.7公里的山脉，覆盖范围约7073平方公里。它有一道有条纹状的山脊，
这意味着该山脉是一种由一或多个突出的直线或弓状隆起所主导的抬升构造)， 17,900 公里2.。锡尔皮乌姆山取名自希腊神话中伊娥悲伤去世之地，并于1979年被国际天文学联合会采用。
该山脉坐落在木卫一52.71°S 272.34°W处，位于斯瓦罗格火山口以南，密特拉火山口以北，维拉科查火山口东北方。
它所靠近的斯瓦罗格火山口和维拉科查火山口被认为是木卫一上山脉与破火山口之间结构关系的力证 。